# Журавленко Павло Максимович
Павло Максимович Журавленко (29 червня (11 липня) 1887, село Никанорівка, Херсонська губернія, Російська імперія — 28 червня 1948, Ленінград, РРФСР) — артист опери (бас), оперети і кіно, концертний виконавець і режисер. Народний артист РРФСР (1939).

## Біографія
Народився в селянській родині. Після закінчення Єлисаветградського народного училища працював писарем в окружному суді. З 18 років (1905) почав навчатися співу у оперного баритона Долінова в Єлисаветграді, з 1906 жив у Москві, де брав уроки співу у А. Секар-Рожанского. У 1911 дебютував в партії Варсонофьева («Хованщина» М. Мусоргського) в Казані (антреприза М. К. Максакова.). У 1912—1918 був солістом Петербурзького-Петроградського театру музичної драми, з 1918 по 1948 — солістом ГАТОБа (Маріїнський театр) і МАЛЕГОТа (Михайлівський театр). У роки Великої Вітчизняної війни виступав в блокадному Ленінграді і перед червоноармійцями на фронті.
Близькими друзями співака були видатні діячі українського мистецтва: Гнат Юра, Марія Литвиненко-Вольгемут, Василь Войтенко, Михайло Донець та ін.
Похований в некрополі «Літераторське містки» Волковського цвинтаря (Ленінград).

## Відгуки критики
Павло Журавленко володів звучним, великого вокального діапазону голосом, що вирізнялся гнучкістю і багатством нюансів співочої виразності, яскравим творчим хистом співака-актора. «Гармонійне злиття майстерності і таланту» відзначав у нього академік Б. В. Асаф 'єв. «Працюючи над кожною новою партією, він як би всім єством своїм вростає в неї … Це актор радісної усмішки, це актор душевного тепла і людяності …» (В. Раппапорт). «Чи не найкращий російський бас-буф П. М. Журавленко» — писав про нього відомий вокальний педагог та історик музичного театру М. Л. Львов. «Найяскравішим по таланту співаком, актором шаляпинскої школи» називав артиста проф. А. А. Гозенпуд. Найбільш повно проявив свій хист в гострохарактерних комедійних і сатиричних партіях. Створив цілу галерею (близько 100) різнохарактерних художніх образів.

## Репертуар
Павло Журавленко був першим виконавцем партій: Черевика («Сорочинський ярмарок» М. Мусоргського в ред. Ц.Кюи; 1917), Мілюкова («Двадцять п'яте» С. Штрассенбурга, 1927), Варлаама («Борис Годунов» М. Мусоргського в ред. П. Ламма, 1928), Шептуна («Лід і сталь» В. Дешевова, 1930), Ковальова («Ніс» Д. Шостаковича, 1930), Царя Василя Шуйського («Комаринський мужик» В. Желобінского, 1933), доктора Смирнова («Броненосець „Потьомкін“» О. Чишко, 1937), Миколи Болконського (" Війна і мир "С. Прокоф'єва, 2 я ред., 1946), Міхея (« Князь-озеро» І. Дзержинського, 1947). Був першим виконавцем на радянській сцені ролі барона Окса («Кавалер троянди» Р. Штрауса).
Найкращими партіями співака вважали Фарлафа («Руслан і Людмила» М. Глінки), Лепорелло («Кам'яний гість» А. Даргомижського і «Дон Жуан» В. А. Моцарта), Скулу («Князь Ігор» О. Бородіна), Варлаама («Борис Годунов» М. Мусоргського), Князя Івана Хованського («Хованщина» М. Мусоргського), Черевика («Сорочинський ярмарок» М. Мусоргського), Додона («Золотий півник» М. Римського-Корсакова), Царя Салтана ("Казка про царя Салтана "М. Римського-Корсакова), Собакіна («Царська наречена» Н. Римського-Корсакова), Барона («Скупий лицар» С. В. Рахманінова), Ван Бетта («Цар і тесля» А. Лортцинга), діда Сашку («Тихий Дон» І. Дзержинського), Осміна («Викрадення із сералю» В. А. Моцарта, 1925), Дона Бартоло і Дона Базиліо («Севільський цирульник» Дж. Россіні), Фальстафа («Фальстаф» Дж. Верді), Виборного («Наталка Полтавка» М. Лисенка).
З великим успіхом Павло Журавленко виступав в оперетах. В його репертуарі — Губернатор в опереті «Пташки півчі» («Перікола» Ж. Оффенбаха), Калхас («Прекрасна Елена» Ж. Оффенбаха), Зупан в «Циганському бароні» Й. Штрауса, Селестен в «Мадемуазель Нітуш» Ф. Ерве, Старшина і Гаспар в «Корневільскіх дзвонах» Р. Планкетта, Мя-у в опереті Ф. Легара «Жовта кофта», Паль («Там, де жайворонок співає» Ф. Легара) та ін. Ф. І. Шаляпін був захоплений тим, як Журавленко виконав партію Оллендорфа в опереті К. Міллекера «Жебрак студент», і склав для П. Журавленка віршований текст куплетів Оллендорфа в «сцені брехні».
Камерний репертуар Журавленка включав, зокрема, твори Л. Бетховена, Ф.. Шуберта, А. Даргомижського, М. Мусоргського, П. Чайковського, М. Лисенка, Я. Степового, К. Стеценка та інших композиторів, а також українські народні пісні («Казав мени батько», "Повій, вітре, на Вкраїну " та ін.), революційні («Дубинушка», «Отречёмся від старого світу», «Ви жертвою пали»), пісні сибірських засланців і каторжан в обр. В.Гартевельда («Встану я чому світ» і ін.), твори радянських композиторів («Полюшко-поле» Л.Кніппера і ін). Павло Журавленко був першим виконавцем пісні «Партизан Железняк» М. Блантера на слова М. Голодного (1936).

## Творча співпраця
У творчій діяльності партнерами Павла Журавленка були багато видних співаків, серед них: П. З. Андрєєв, Л. А. Андрєєва-Дельмас, С. В. Балашов, О. В. Белянин, Н. А. Большаков, Г. А. Боссе, М. В. Бочаров, М. І. Бріан, Р. Г. Горська, М. С. Давидова, Н. С. Єрмоленко-Южина, І. В. Єршов, І. В. Іванцов, А. М. Кабанов, Е. І. Каплан, М. В. Коваленко, П. Я. Курзнер, С. Ю. Левик, В. Л. Легков, Л. Я. Ліпковська, В. М. Луканин, М. П. Максакова, О. І. Мозжухін, О. Ф. Мшанська, Е. Г. Ольховський, В. К. Павловська, М. К. Печковский, К. І. Піотровський (К. Петраускас), А. І . Попова-Журавленко, С. П. Преображенська, П. Райчев, М. О. Рейзен, М. А. Ростовцев, В. Р. Сливинський, Е. І. Талонкіна, А. І. Толмазан i ін. Постійним партнером співака в 1918—1921 роках був Федір Іванович Шаляпін; великий співак проходив з нім партії Князя Юрія Івановича Токмакова в опері «Псковитянка» М. Римського-Корсакова, Еліакіма в опері «Юдіф» А. Сєрова, Санчо Панси в опері «Дон Кіхот» Ж. Массне і Дона Бартоло в «Севільському цирульнику» Россіні. Брав участь в концертах у складі тріо «Три Ко» (разом з В. Войтенко, М. Закопайко).
Журавленко співав під керуванням диригентів В. Бердяєва, М. А. Біхтера, Е. П. Грікурова, В. А. Дранішнікова, А. Коутса, М. А. Купера, Е. А. Купера, Н . А. Малько, А. М. Пазовського, Д. І. Похитонова, С. А. Самосуда, Гж. Фітельберга, Б. Е. Хайкіна, Ф. Штідрі, К. І. Еліасберга, Г. І.  Якобсона.
Свої музичні твори співакові присвячували Б. Асафьев, М. Блантер, В.Богданов-Березовський, В. Дешевів, І. Дзержинський, Ю. Мейтус, А. Пащенко, Я. Степовий, Н.Стрельніков, М. Фрадкін, Д. Шостакович та інші композитори.
У 1938 році на сцені Ленінградського театру опери та балету ім. С. М. Кірова Журавленко у співдружності з Я. Мілешко поставив оперу Г. Фарди «Щорс».

## Радіо- і грамзаписи
П. М. Журавленко був одним з піонерів вітчизняного радіомовлення (з 24 грудня 1924 року — початку роботи Ленінградського радіо). У 1930-40-х роках Павло Журавленко записувався на грамплатівки. Деякі архівні записи співака зберігаються в Музеї музичної культури ім. М. І. Глінки. Архівний запис співака — Сцена в корчмі («Борис Годунов» М. Мусоргського, 1947, диригент Е. П. Грикуров) — перевидана в серії Hamburger Archiv für Gesangskunst (Kleines Historisches Sänger-Lexikon. Russland Е 1).
У 1997 р фірма Lys випустила CD під назвою Pavel Jouravlenko. Recital з архівними записами співака. На цьому диску представлені арії та сцени з опер — М. Глінки («Руслан і Людмила», 1937), М. Мусоргського («Борис Годунов»), І. Дзержинського («Тихий Дон»), В. А. Моцарта ("Викрадення із сералю ", 1941), М. Лисенка (" Наталка Полтавка «, 1947), оперетт — К. Міллекера („Жебрак студент“, 1938), Ф. Легара („Там, де жайворонок співає“, 1938), романси — А. Даргомижського („Мельник“, 1946; „Титульний радник“, 1946 і „Черв'як“, 1936), П. Чайковського („Соловей“, 1936), М. Мусоргського („Блоха“, 1938), Л. ван Бетховена („Блоха“ / „Es war einmal ein König“, 1938), Й. Гайдна „Sailor's Song“ („Матроська пісня“, ф-п. С. Давидова, 1938), Ф. Шуберт („В путь“ з циклу „Прекрасна мельничиха“, 1938), українська народна пісня» Казав мені батько "(1947).
У 2003 фірма Aquarius випустила на CD архівний запис опери «Борис Годунов» (Диригент М. Голованов, в заголовній партії М. Рейзен), а в доповненні — арії і сцени з цієї ж опери у виконанні П. Журавленка).

## Робота в кіно
Павло Журавленко знімався в кіно. З його участю знято перший радянський звуковий музичний фільм «Концерт майстрів мистецтв» (1929). В німих фільмах режисера Вл. Брауна Журавленко виконав роль начальника будівництва ГЕС Токарева («Блискуча кар'єра», 1932) і боцмана («Королівські матроси», 1934).

## Нагороди
Нагороджений орденом Трудового Червоного Прапора (1939), медалями «За оборону Ленінграда» та «За доблесну працю у Великій Вітчизняній війні 1941—1945 рр.»

## Фотогалерея

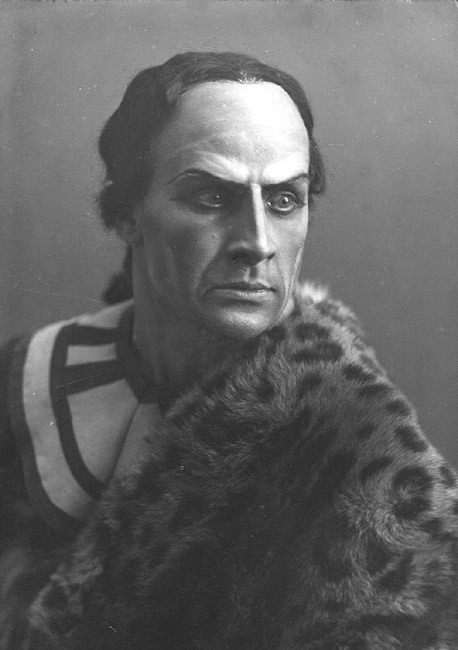
Рамфис ("Аида" Д.Верди). ТМД. 1915.
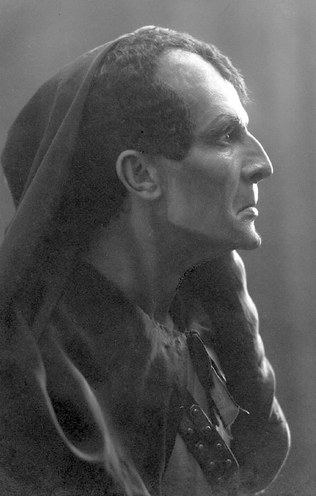
Мефистофель ("Фауст" Ш. Гуно) ТМД 1915.
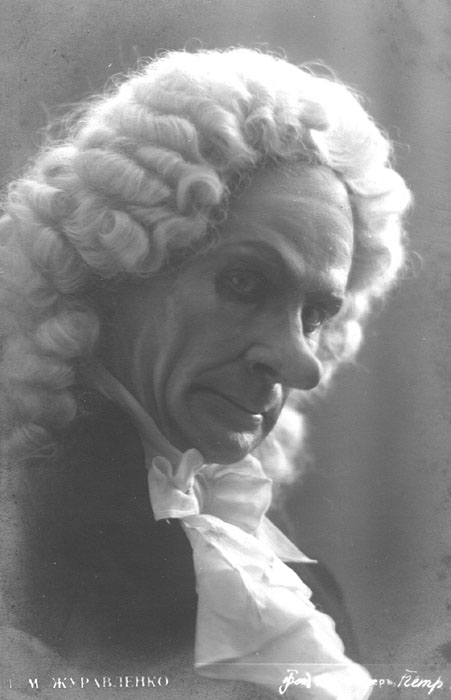
Бартоло ("Севильский цирюльник" Д.Россини) ТМД.1915
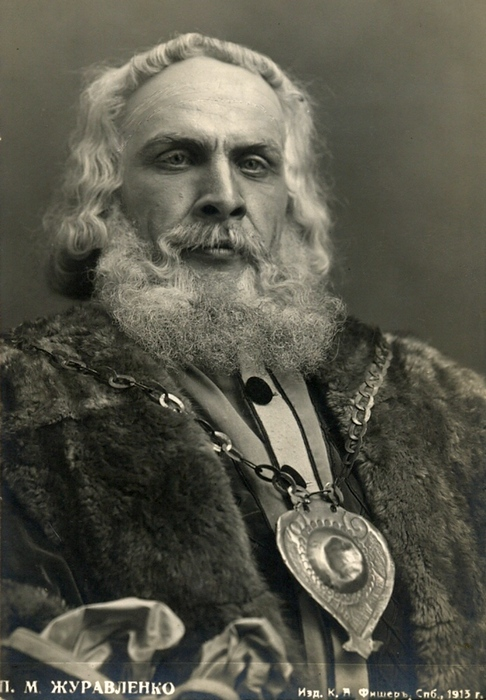
Погнер ("Нюрнбергские мастера пения" Р.Вагнера).ТМД .1915
К.Ф.Комиссарова-графиня Пальматика, П.М.Журавленко-полковник Оллендорф ("Нищий студент" К.Миллёкера). Михайловский театр.1918
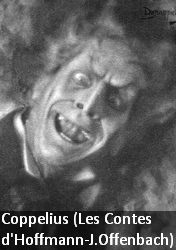
П.М.Журавленко-Коппелиус("Сказки Гофмана" Ж.Оффенбаха) ТМД 1916.
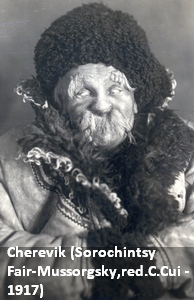
П.М.Журавленко- Солопий Черевик ("Сорочинская ярмарка" М.П.Мусоргского (ред.Ц.А.Кюи). ТМД.1917
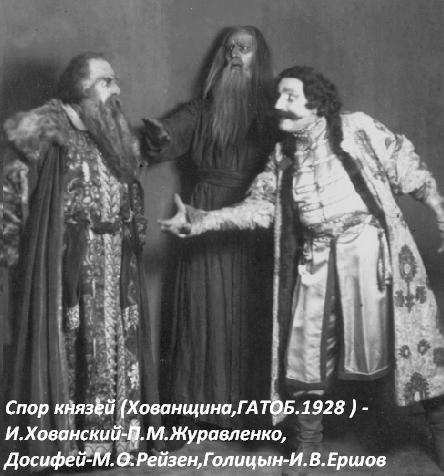
Спор князей ("Хованщина" М.П.Мусоргского).  ГАТОБ.1928, Иван Хованский-П.М.Журавленко, Досифей-М.О.Рейзен, Голицын-И.В.Ершов.

## Публікації П.М.Журавленка
- Театр и пресса // Рабочий и театр : журнал. — 1925. — № 41. — С. 12-13.
- О работе оперного певца // Рабочий и театр : журнал. — 1937. — № 5. — С. 36.
- Мудрость актерского мастерства (О М. А. Ростовцеве) // За большевистский театр : газета. — Л., 1940. — № 29. — С. 1.
- Из записок певца-актера // Искусство и жизнь : журнал. — 1941. — № 3. — С. 27.
- Записки артиста // За советское искусство : газета. — 1945. — № 5, 7, 10, 14, 17.
- Записки артиста // За советское искусство : газета. — 1946. — № 4.
- Дед Михей // За советское искусство : газета. — 1947. — № 15. — С. 3.
- Две роли // Вечерний Ленинград : газета. — 1946. — № 17. — С. 3.